# Гробниця журналістів-москвофілів
Гробниця журналістів-москвофілів (інші назви: Пам'ятник галицько-руським журналістам, Братська могила галицько-руських журналістів; рос. дореф. Гробница Осипа Андреевича Мончаловскаго, Братская могила русскихъ журналистовъ) — пам'ятник галицьким письменникам і журналістам москвофільського спрямування, розташований у Львові на Личаківському цвинтарі.
Створено в гробниці громадського діяча Осипа Мончаловського з додаванням до гробниці з 1908 року нових поховань. Останнє поховання здійснено 1979 року, а загалом у меморіалі спочиває прах 14-ти галицьких громадських діячів.

## Список поховань
В гробниці поховані:
- Мончаловський Осип Андрійович
- Дедицький Богдан Андрійович
- Луцик Володимир Федорович
- Процик Іван Ілліч
- Авдиковський Орест Арсенович
- Пелех Іван Микитович
- Лелявський Борис Миколайович
- Алексович Клавдія Іванівна
- Малець Григорій Семенович
- Глушкевич Маріян Феофілович
- Бендасюк Семен Юрійович
- Ваврик Василь Романович
- Мирович Роман Денисович
- Труш Всеволод Володимирович

## Зображення

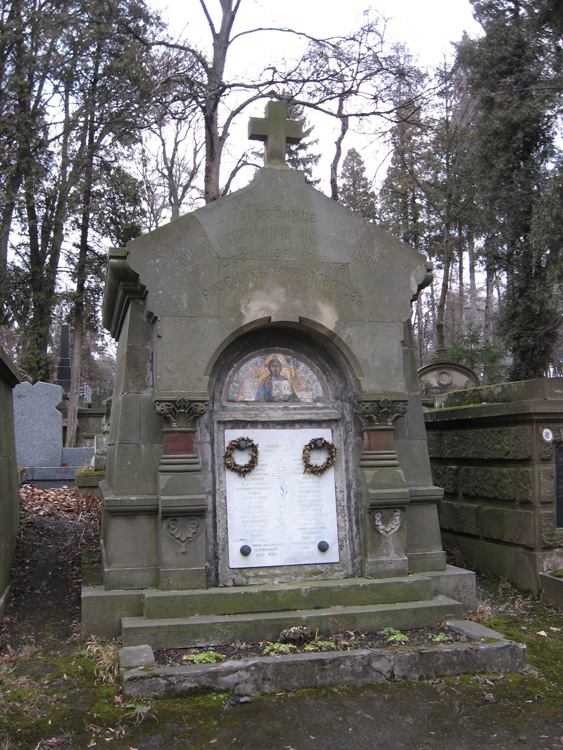
Загальний вигляд пам'ятника
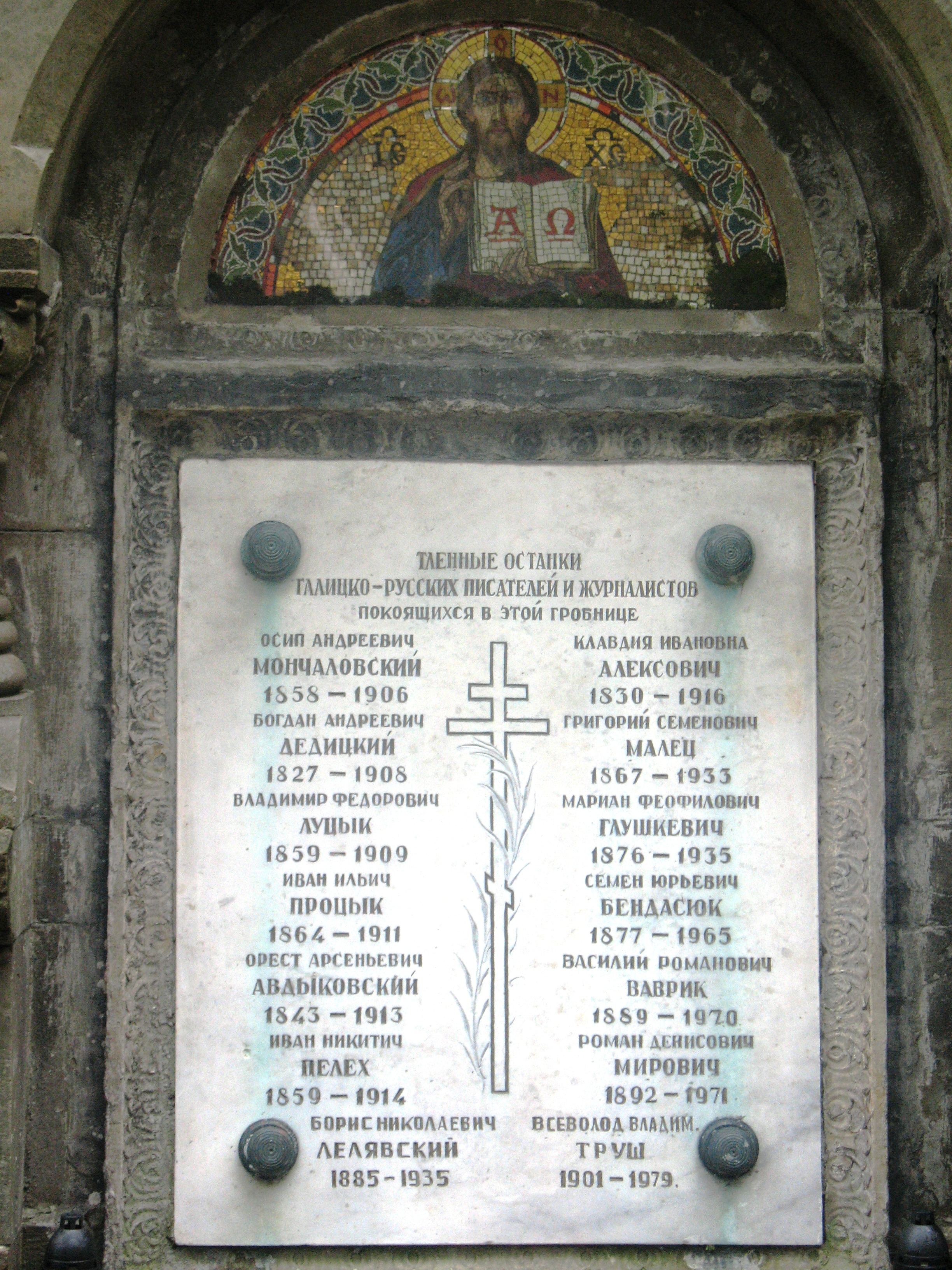
Меморіальна таблиця з іменами похованих